# نابنط ثورلي
نابنط ثورلي (الاسم العلمي:Nepenthes thorelii) هو نوع غير مؤكد من النباتات يتبع جنس النابنط من الفصيلة النابنطية.